# (38818) 2000 RJ74
2000 RJ74 (asteroide 38818) é um asteroide da cintura principal. Possui uma excentricidade de 0.07650640 e uma inclinação de 5.09505º.
Este asteroide foi descoberto no dia 2 de setembro de 2000 por LINEAR em Socorro.